# إيدي فورم
إيدي فورم (بالهولندية: Eddy Vorm) (4 يونيو 1989 بنيواخاين في هولندا - ) هو لاعب كرة قدم هولندي في مركز الهجوم. لعب مع آر كي سي فالفيك ونادي ماغديبورغ.

## روابط خارجية
- إيدي فورم على موقع قاعدة بيانات كرة القدم.إي يو (الإنجليزية)
- إيدي فورم على موقع Soccerway.com (الإنجليزية)
- إيدي فورم على موقع عالم كرة القدم.نت (الإنجليزية)